# Starter kulture
Starter kulture su mikrobni pripravci koji sadrže veliki broj stanica mikroorganizma (najmanje jednog), koji se dodaju sirovini u cilju proizvodnje fermentirane hrane. Starter kulture svojim metaboličkim aktivnostima provode i ubrzavaju fermentaciju sirovina, odnosno proizvodnju poželjnih metabolita koji doprinose boljoj teksturi, okusu i mirisu proizvoda. Tradicionalno važne starter kulture koriste se u procesima fermentacije u preradi mlijeka, mesa, povrća i žitarica.